# 始祖動吻蟲
始祖動吻蟲（學名：Eokinorhynchus）是一種生存在寒武紀早期的海生動物。由中國科學院南京地質古生物研究所副研究員張華僑、美國維吉尼亞理工大學教授肖書海和長安大學教授劉云煥等組成的聯合研究團隊於西元2015年在川北和陝南早寒武世地層中發現並命名。這些化石是動吻動物門類目前已知的唯一化石記錄，這項發現也為寒武紀生命大爆發新添了一個動物門類。

## 描述
珍稀始祖動吻蟲約2毫米長，有20個體節，每個體節上布滿一圈(約20–40個)長方形的小骨板，有五對較大的具刺骨板對稱分布，腹部有一個單獨的具刺大骨板，每個大骨板橫跨2–3個體節，有較多空心的刺隨機分布在體節上。和現生種的動吻動物相比，珍稀始祖動吻蟲的骨板和刺都較大。